# Fundorado.tv
FunDorado TV war ein privater Fernsehsender in Deutschland.
Das Erotik-Programm bestand aus einem Lizenzprogramm (Spielfilme und Serien) und Eigenproduktionen (Magazine, Reportagen und Dokumentationen). Zu empfangen war FunDorado TV in Deutschland, Österreich und der Schweiz via Astra. Zielgruppe waren Erwachsene zwischen 25 und 55 Jahren. Das Programm richtete sich überwiegend an männliche Zuschauer. Der Senderclaim lautete: FunDorado TV – Ein Mann. Ein Sender.
FunDorado TV sendete täglich kostenlos und unverschlüsselt 24 Stunden am Tag. Am 23. Mai 2018 stellte man seine Ausstrahlung über Satellit ein und den Sendeplatz übernahm Freenet TV's, Spartensender „1A.deTV“.

## Weblink
- Homepage des Senders